# Golden State Valkyries
De Golden State Valkyries is een Amerikaanse basketbalvrouwenploeg uit San Francisco, Californië, die meedraait in de WNBA (Women's National Basketball Association). Het team werd opgericht in 2025 door eigenaar Jess Smith.
De mannelijke tegenhanger van de ploeg is Golden State Warriors. Het thuishonk van de Valkyries is Chase Center.

## Erelijst
Conference Championships:
- geen

## Bekende (oud-)spelers
- María Conde (2025)
- Iliana Rupert (2025)
- Stephanie Talbot (2025)
- Kayla Thornton (2025)
- Julie Vanloo (2025)
- Kyara Linskens (2025)[1]

## Bekende (oud-)coaches
- Natalie Nakase (2025)